# Airbus A310
Der Airbus A310 ist ein zweistrahliges Großraumflugzeug des europäischen Flugzeugherstellers Airbus. Die verkürzte und weiterentwickelte Variante des Airbus A300 wurde für Mittel- und Langstreckenflüge konzipiert, es durften ab 1986 auch Linienflüge über den Atlantik durchgeführt werden. Von 1983 bis 1998 wurden insgesamt 255 Airbus A310 bestellt und ausgeliefert.

## Geschichte

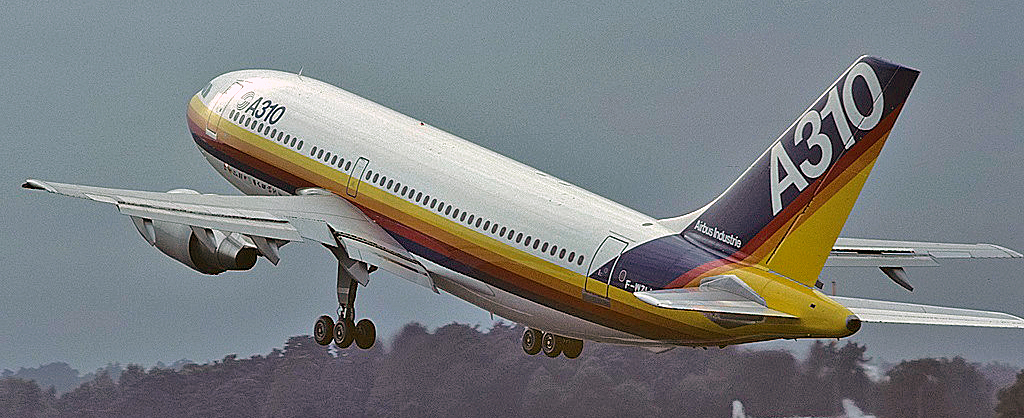
A310-203 in damaligen Werksfarben auf der Farnborough Airshow 1982

Bereits 1970 wurde von Airbus bei Kundenumfragen festgestellt, dass es grundsätzlich Bedarf für ein Flugzeug mit einer Kapazität von 200 Passagieren und gegenüber der A300B2 und A300B4 vergrößerter Reichweite und verbesserter Leistung gab. So startete die Entwicklung 1978 unter der internen Bezeichnung A300B10MC („MC“ = Minimum Change steht für die nur geringfügigen technischen Änderungen dieser aus der A300B2 abgeleiteten Version mit verkürztem Rumpf). Zur gleichen Zeit wurden von Boeing und McDonnell Douglas ebenfalls neue Flugzeuge dieser Größenordnung angekündigt, denen gegenüber das A300B10MC-Projekt technisch weit unterlegen war. Die Lufthansa, die maßgeblich an der Konzeption des Modells beteiligt war und das Projekt vorantrieb, wollte ihre Maschinen hauptsächlich auf Kurzstrecken einsetzen und forderte dafür eine Maschine mit kleinstmöglicher Tragflügelfläche und Spannweite, um das Gewicht gering zu halten. Dies ließ sich nur mit einer kompletten Neuentwicklung der Tragfläche erreichen. Airbus wollte das neue Flugzeug jedoch nicht auf eine einzelne Fluggesellschaft zuschneiden und entwarf weitere Neuerungen. Das Cockpit wurde als Zweimanncockpit ausgelegt und eine entsprechende Automatisierung mit Hilfe von Computern eingeführt. Auch wurde die Option offengelassen, die Reichweite konstruktiv deutlich erweitern zu können, da inzwischen auch Swissair an der überarbeiteten Maschine interessiert war, diese jedoch für Mittelstrecken einsetzen wollte. Um diese Entwicklungen auch für die Kunden entsprechend herauszustellen, wurde die Bezeichnung A300B10 in A310 geändert und das Flugzeug als eigenständiges Modell vermarktet. Es war für Airbus das erste Mal, dass vor dem Erstflug feste Bestellungen von mehreren Fluggesellschaften vorlagen. Durch die großen Ähnlichkeiten in der Produktion wurden A300 und A310 auf derselben Taktstraße in Toulouse gefertigt – die erste A310 war der 162. Airbus aus dieser Produktion.

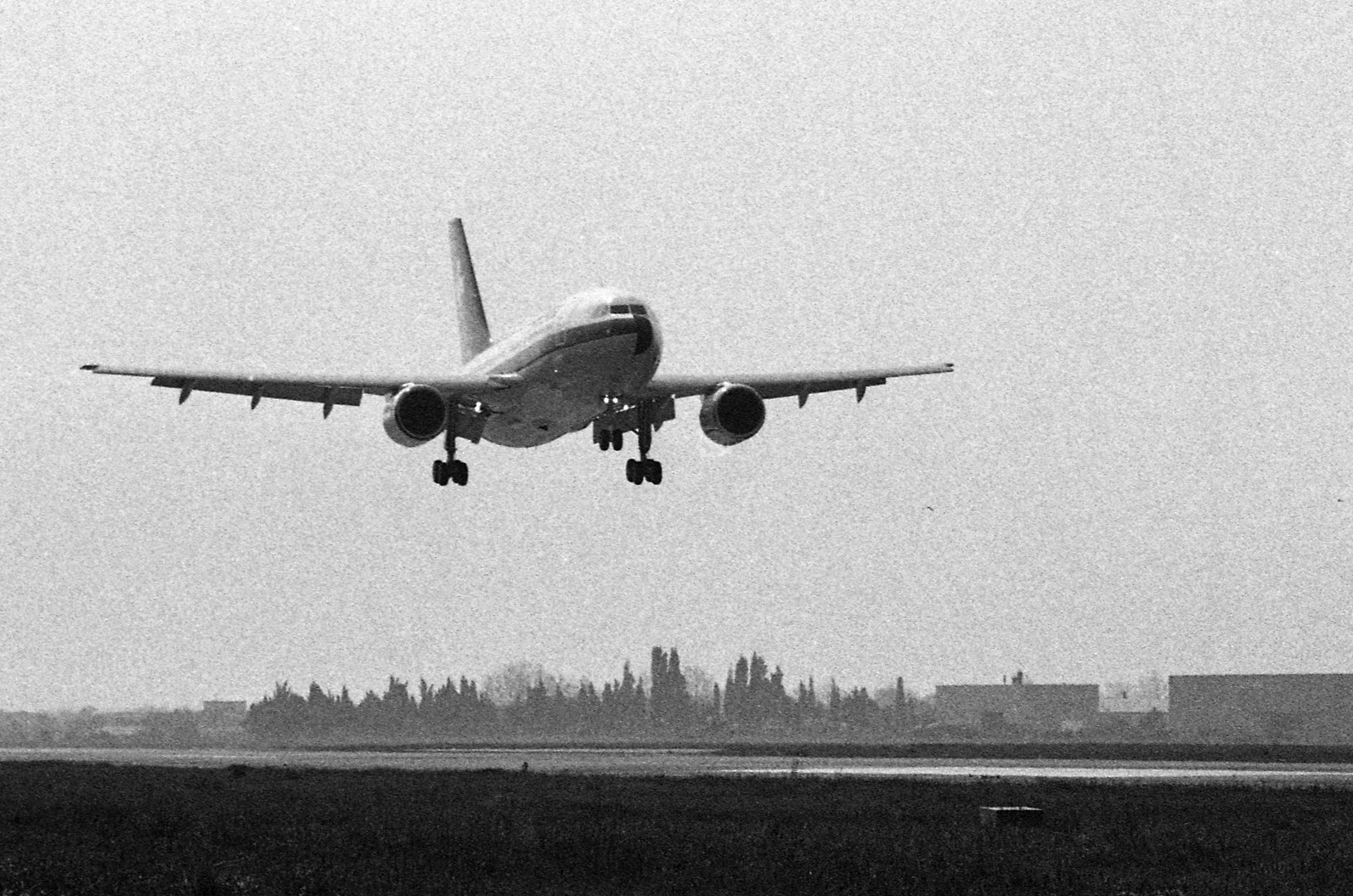
Am 3. April 1982

Am 3. April 1982 fand der Erstflug des Airbus A310-200 in Toulouse statt, er trug das Kennzeichen F-WZLH und war mit Pratt-&-Whitney-JT9D-Triebwerken ausgerüstet. Dieser Prototyp mit der Seriennummer MSN 162 flog bis 2015, zuletzt seit 1997 als Umbaufrachtflugzeug bei FedEx unter dem Kennzeichen N450FE.
Erstkunden waren Lufthansa und Swissair, die ihre ersten Maschinen am 29. März 1983 übernehmen konnten. Die letzte gebaute Maschine ging am 15. Juni 1998 an Uzbekistan Airways.
Der größte Teil der noch fliegenden A310-200-Versionen und auch immer mehr der Version -300 werden zu Frachtflugzeugen umgebaut (Stand 2008). Außerdem kommt die A310 bei einigen Streitkräften als Truppentransporter oder Regierungsflugzeug zum Einsatz. Einen ungewöhnlichen Einsatz- und Verwendungszweck findet seit 2011 ein hinteres Rumpfsegment einer A310 (ehemals Air India) an der Training Academy der Eurocopter Deutschland GmbH im Technologiepark Marbachshöhe am Standort Kassel. Ausgestattet mit Küche, Toiletten, Bestuhlung und weiterem Interieur findet sie (neben einigen Hubschraubern) Verwendung als praktisches Ausbildungsobjekt für angehende Fluggerätmechaniker und -elektroniker sowie Certifying Staff nach EASA Part 66. Das Segment wurde mit dem Rufzeichen D-AETA (für Eurocopter Training Academy) versehen und auf den Namen „Kassel“ getauft.
Im Oktober 2016 flog TAROM mit einer ihrer A310 zum letzten Mal, und als letzte europäische Fluggesellschaft setzte Azores Airlines ihre A310-300 mit dem Kennzeichen CS-TGV am 15. Oktober 2018 von Ponta Delgada nach Lissabon ein. Weltweit verbleiben rund 44 aktive A310 bei 16 Betreibern, unter anderem bei FedEx und verschiedenen Luftwaffen, sowie im arabischen Raum (dort vor allem im Iran).

## Fertigung und Logistik

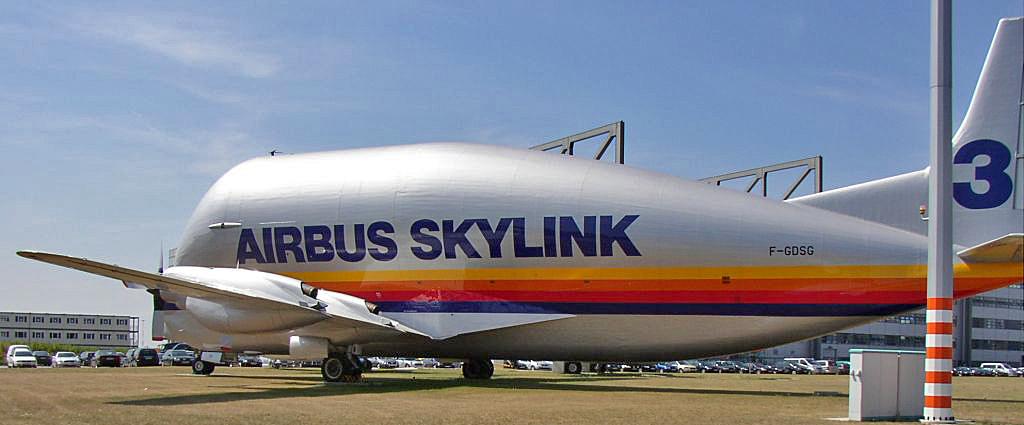
Super Guppy

Von Beginn an produzierte Airbus nicht an einem Standort, sondern es wurden in den einzelnen Gründungsländern komplette Baugruppen produziert. Die Tragflächen entstanden in Großbritannien, das Höhenleitwerk kam aus Spanien. Der Rumpf, das Seitenleitwerk und die beweglichen Teile der Tragflächen wie Landeklappen und Vorflügel wurden an den deutschen Standorten hergestellt, die Cockpitsektion in Frankreich. Kleinere Bauteile wurden in den Partnerländern Belgien und in den Niederlanden produziert. In Toulouse entstand dann das letztlich fertige Flugzeug. Der Innenausbau als letzter Produktionsschritt wurde wiederum in Hamburg-Finkenwerder durchgeführt. Anschließend wurden die Maschinen wieder nach Toulouse überführt, wo sich das Auslieferungszentrum befindet. Zwischen den Orten transportierten hauptsächlich die aus der Boeing 377 abgeleiteten Super-Guppy-Transportflugzeuge die Teile, bevor der Airbus Beluga diese Aufgabe übernahm.

## Technik

### Technische Neuerungen

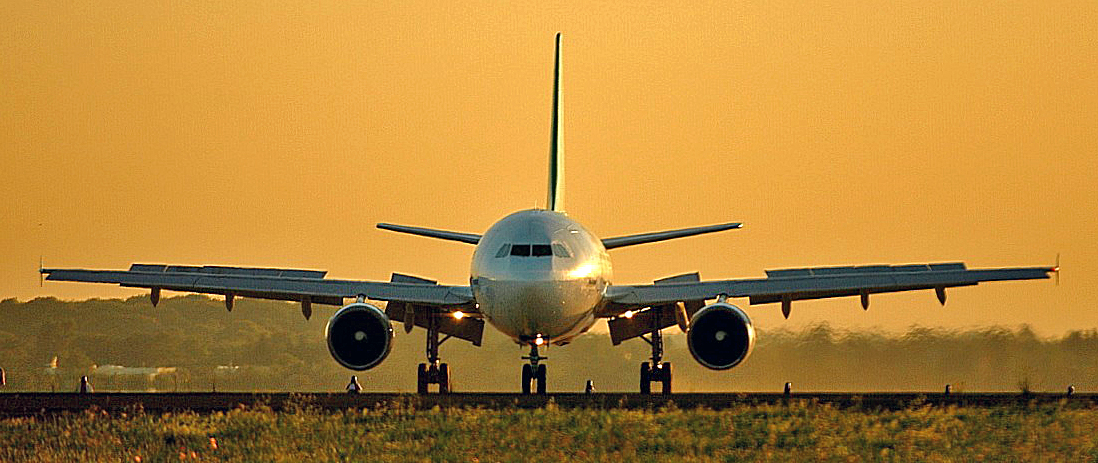
Airbus A310-300 der Mahan Air (F-OHJI)

Mit der A310-Baureihe führte Airbus einige bedeutende Neuerungen sowohl in der Fertigung als auch im Flugzeug selbst ein. Erstmals wurden in größerem Umfang aus Faserverbundwerkstoffen statt aus Metall gefertigte Bauteile verwendet. Revolutionäre Innovationen betrafen insbesondere das Cockpit sowie – zwar weniger augenfällig, aber wirtschaftlich von enormer Bedeutung – die Tragflächen. Viele der mit der A310 eingeführten Innovationen kamen bei allen weiteren Airbus-Modellen zum Einsatz und wurden schließlich zum allgemeinen Standard in Verkehrsflugzeugen. Im April 1986 erhielt die A310 die ETOPS-Zertifizierung. Pan Am war die erste Fluggesellschaft, die mit Airbus-Maschinen nach ETOPS-Regularien über den Atlantik flog.

### Cockpit
Die am weitesten reichenden Neuerungen betrafen das Cockpit: dieses wurde mit einem EFIS (Electronic Flight Instrument System, „Glascockpit“) für zwei Piloten (ohne Flugingenieur) ausgestattet. Erstmals wurde das Airbus-eigene FFCC-Konzept (Forward Facing Cockpit Crew) komplett mit Bildschirmen verwirklicht. Der Flugingenieur wurde weitgehend durch ein rechnergestütztes Überwachungssystem, das ECAM (Electronic Centralized Aircraft Monitoring), ersetzt. Dieses überwacht ständig fast sämtliche Flugzeugsysteme und warnt die Besatzung vor dem Überschreiten von Grenzwerten. Außerdem wurde das Konzept des dunklen Cockpits eingeführt. Das bedeutet, wenn alle Systeme normal arbeiten, leuchtet nichts auf, nur bei Fehlern wird die Besatzung durch Warntöne und Leuchten informiert. Somit wurde die Informationsflut und damit die Arbeitsbelastung entscheidend verringert, und der Flugingenieur wurde entbehrlich. Viele dieser Neuerungen wurden von Airbus später in die A300 mit der Version A300B4-600 übernommen. Somit war es den Piloten möglich, alle Versionen der A310 und die A300-600(R) mit derselben Lizenz zu fliegen.
Das neue Cockpit wurde federführend von EADS France (früher Aerospatiale Matra) entwickelt.

### Rumpf

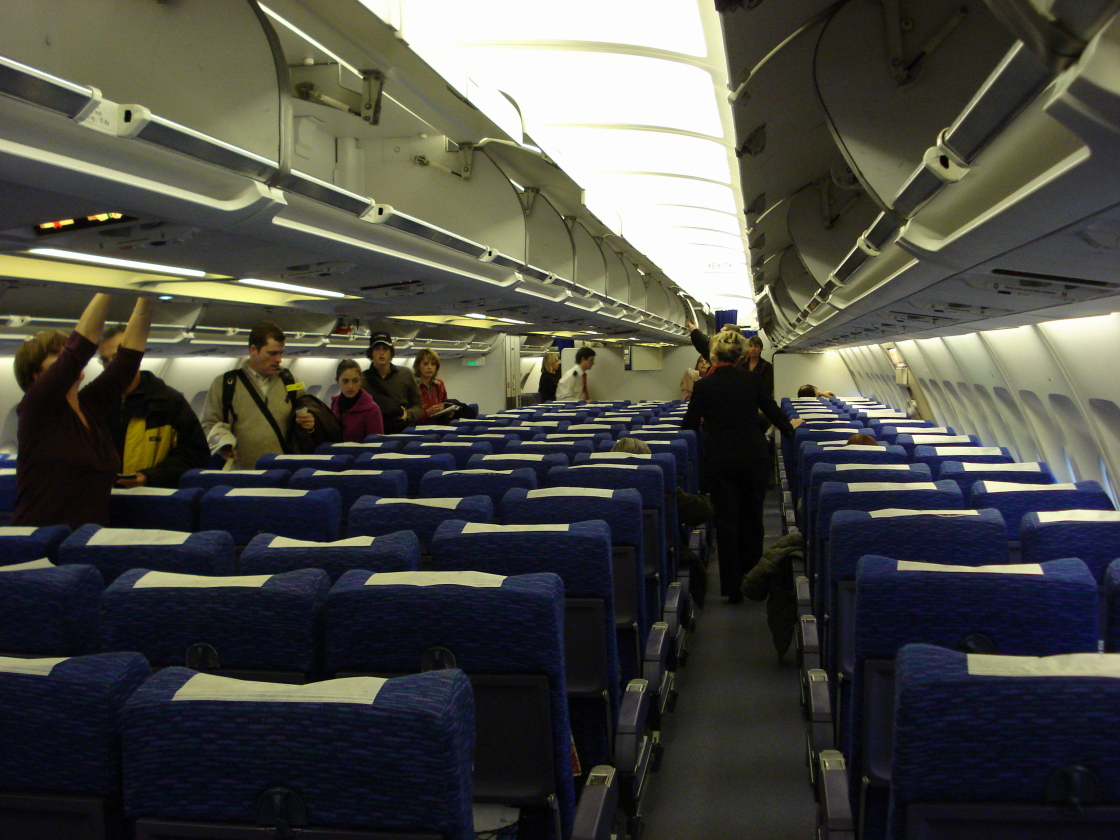
Blick in eine Kabine

Der Rumpf des Airbus A310 ist eine um sieben Meter (16 Spanten) verkürzte Variante des ersten Airbus-Typs A300, wurde jedoch in vielen Bereichen überarbeitet. Er besteht aus einer Halbschalen-Aluminiumkonstruktion mit rundem Querschnitt und ist in neun Sektionen eingeteilt, um den Transport zur Endmontage zu erleichtern. Der Rumpf ist komplett druckbelüftet, nur Fahrwerksschächte, Klimaanlagensektionen und das Heck mit der APU (Auxiliary Power Unit) sind nicht klimatisiert. Erstmals bei Flugzeugen dieser Größe wurde ein größerer Anteil aus Faserverbundwerkstoffen gefertigt, was eine erhebliche Gewichtseinsparung mit sich brachte. Somit war die A310 das erste Verkehrsflugzeug mit solchen Werkstoffen in der Primärstruktur. Aufgrund der gegenüber der A300 geringeren Passagierkapazität besitzt der Airbus A310 nur noch vier große Passagiertüren vorn und hinten im Rumpf sowie zwei Notausgänge über den Tragflächen. Die unteren Frachträume sind durch zwei große Frachttore zugänglich. Sie sind für alle gängigen Containertypen ausgelegt und mit einem Rollenbahnsystem ausgestattet. Ein Großteil dieser Neuerungen – unter anderem auch das komplette Heck – wurden in die A300 als A300B4-600 übernommen.

### Tragflächen

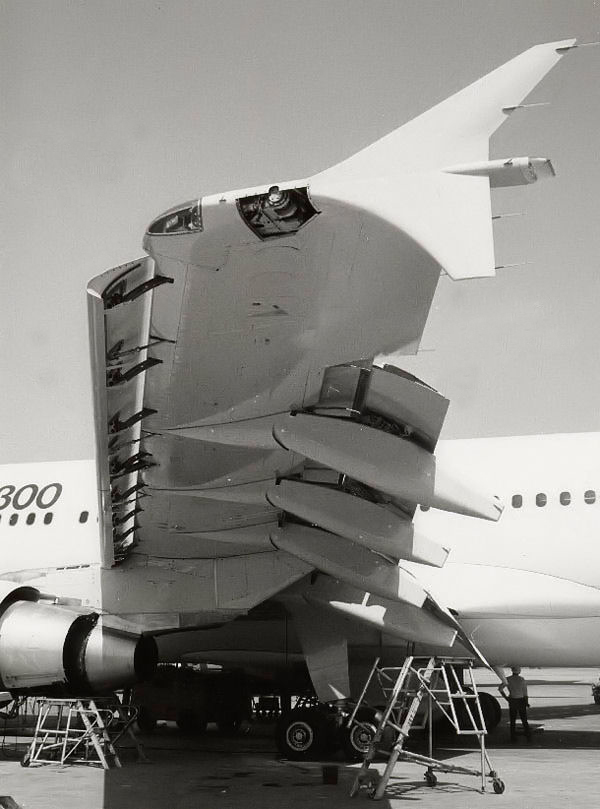
Vorflügel (Slats), Landeklappen (Flap) und Wingtip einer A310-324

Die A310 ist als Tiefdecker konzipiert. Die Tragflächen sind eine Neuentwicklung und bestehen aus hochfestem Aluminium in freitragender Metallbauweise mit zwei Kastenholmen. Die Pfeilung der Tragflächen beträgt 28°. Sie sind mit der im Rumpf integrierten Flügelbox (das ist das Zwischenstück zwischen den beiden Flügeln) fest verbunden. In den Tragflächen sind jeweils zwei Kraftstofftanks integriert, ein weiterer Tank befindet sich bei allen Versionen im Tragflächenmittelteil.
In aerodynamischer Hinsicht wurde das Tragflächenprofil der A310 wegweisend für den weiteren Flugzeugbau: Erstmals bei Zivilflugzeugen wurde das Prinzip des superkritischen Profils verwirklicht, was eine verhältnismäßig geringe Spannweite bzw. Tragflügelfläche, eine größere Nutzlast sowie einen geringeren Treibstoffverbrauch oder aber eine höhere Reisegeschwindigkeit ermöglichte. Den Konstrukteuren kam zugute, dass sich der für die praktische Umsetzung überaus große Rechenaufwand nunmehr eher bewältigen ließ, weil inzwischen leistungsfähige Hard- und Softwarewerkzeuge der numerischen Strömungsmechanik verfügbar waren. Das neuartige Tragflächenprofil sorgte auch insofern für Aufsehen, als es hierbei zu einem europäisch-amerikanischen Patentstreit kam: Das Prinzip war von der NASA am 9. November 1972 in den USA zum Patent eingereicht worden; als vermeintlicher Erfinder galt der Aerodynamikingenieur Richard T. Whitcomb. Die Veröffentlichung als US-Patent Nr. 22 54 888 fand 1984 statt. Hierdurch wären erhebliche finanzielle Belastungen durch Lizenzgebühren auf Airbus zugekommen. Jedoch gelang es dem Patentanwalt der Firma MBB, Gerhard Fricke, in seiner Entgegenhaltung beim Deutschen Patentamt nachzuweisen, dass die wesentlichen Inhalte bereits 1940, also mehr als vierzig Jahre zuvor, von der deutschen Arbeitsgruppe um Karl-Heinz Kawalki und Bernhard Göthert entdeckt und erforscht worden waren.
Auch für die Tragflächen wurden Verkleidungen und Spoiler aus Faserverbundwerkstoffen gefertigt. Als Auftriebshilfen sind an der Vorderkante dreiteilige Vorflügel (Slats) angebracht, die an der Triebwerksaufhängung nicht unterbrochen sind. Zusätzlich weisen alle Versionen der A310 Krügerklappen am Übergang von Rumpf zur Tragfläche auf. Die Vorflügel können bei Bedarf mit heißer Triebwerkszapfluft thermisch enteist werden. An der Hinterkante sind an der Innenseite geschlitzte Fowlerklappen (Flaps) angebracht, an der Außenseite normale Fowlerklappen. In Höhe des Triebwerkes sind die Landeklappen unterbrochen, hier ist das Querruder angebracht. An den äußeren Tragflächenenden besitzt die A310 keine Querruder. Die inneren Querruder werden durch Störklappen an der Tragflächenoberseite unterstützt. Diese Störklappen werden auch als Luftbremse verwendet. Bei der A310-300 kamen erstmals im Passagierflugzeugbau Winglets (in Form von Wingtip Fences) zum Einsatz, die den induzierten Widerstand verringern und so einen geringeren Treibstoffverbrauch ermöglichen. Diese wurden oftmals bei älteren -200 Exemplaren nachgerüstet.
Die Tragflächen der A310 gelten bis heute (Stand 2011) als State-of-the-Art, und ihr Grundentwurf diente als Vorbild für alle folgenden Airbus-Modelle.

### Leitwerk

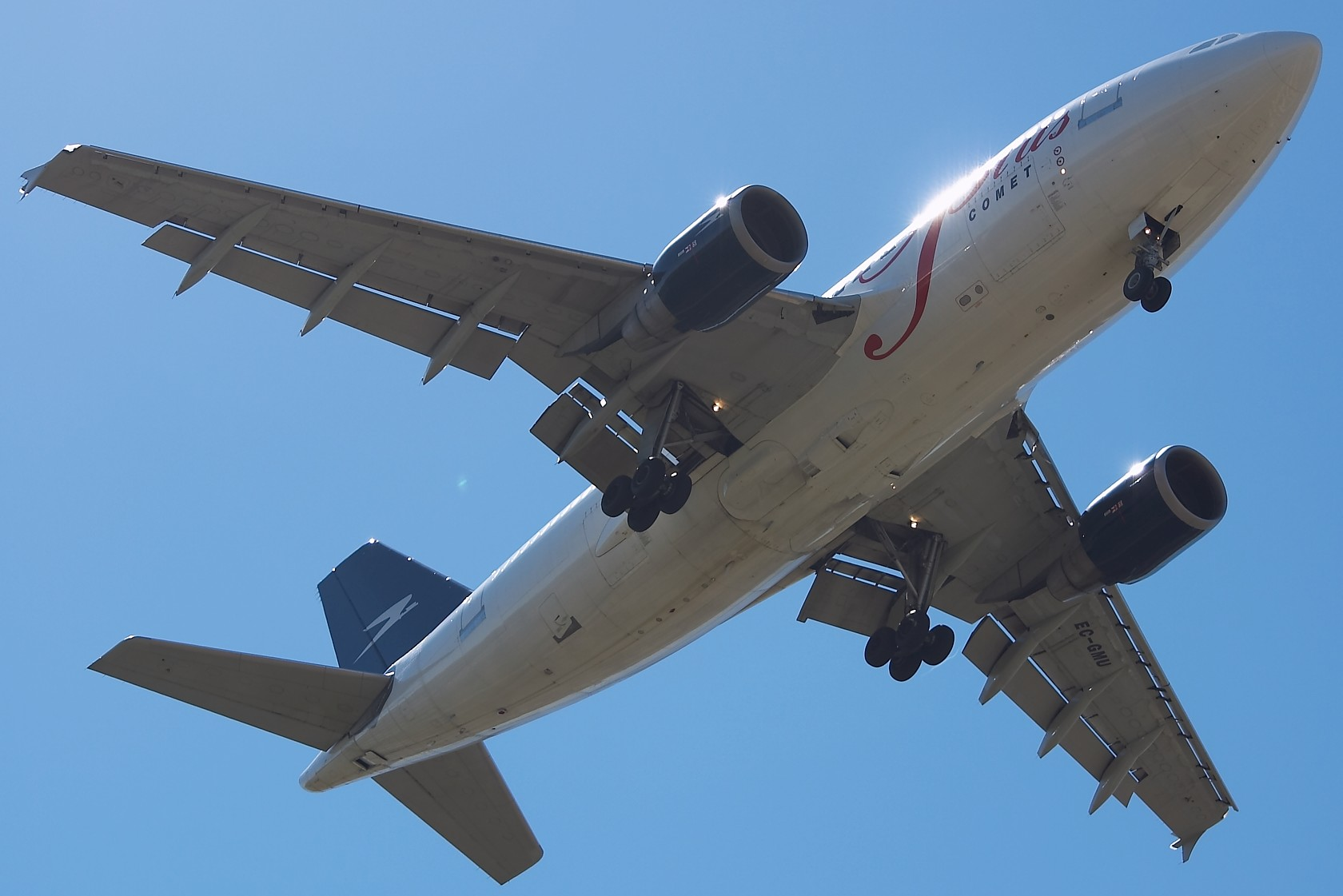
Voll ausgefahrene Landeklappen einer A310-324

Das Leitwerk ist freitragend und weist eine gepfeilte konventionelle Bauweise aus Flossen und Rudern auf; es besteht komplett aus Kohlenstofffaserverbundwerkstoffen. Es ist nicht mit einer Enteisungsmöglichkeit ausgestattet. Die Höhenflosse wurde gegenüber der der A300 etwas verkleinert und kann zur Trimmung hydraulisch verstellt werden. Mit Einführung der Version A310-300 wurde im Höhenleitwerk ein Trimmtank eingebaut, der auch als zusätzlicher Kraftstofftank dient, jedoch wurde damit hauptsächlich ein vollautomatisches System zur Schwerpunktverlagerung im Fluge eingeführt. Dieses optimiert den Schwerpunkt durch Hin- und Herpumpen des Kraftstoffes und bewirkt so einen niedrigeren Verbrauch. Der Trimmtank wurde ab diesem Zeitpunkt zur Produktionsvereinfachung in alle Versionen eingebaut, mit dem Unterschied, dass er in der Version -200 ab Werk stillgelegt wurde. In dieser Version war auch keine der weiteren dafür erforderlichen Einbauten installiert.

### Fahrwerk
Das Fahrwerk der A310 besteht aus einem Bugfahrwerk mit Zwillingsreifen und zwei Hauptfahrwerken, die als Tandemfahrwerk mit jeweils vier Reifen ausgeführt sind. Es ist als konventionelles Einziehfahrwerk ausgeführt und wird hydraulisch betätigt. Die Bugradlenkung erfolgt ebenfalls hydraulisch. Alle acht Hauptfahrwerksräder sind mit Scheibenbremsen aus Carbon-Keramik ausgestattet, die auch hydraulisch betätigt werden. Außerdem verfügen sie über ein Anti-Blockier-System und sind temperaturüberwacht.

### Flugsteuerung
Die Flugsteuerung erfolgt konventionell über Seilzüge und Steuerstangen. Jedoch wurden erstmals auch in signifikantem Umfang elektronische Steuerungen verwendet, um das Gewicht von Seilzügen und Hydraulikleitungen einzusparen. Bei der A310 werden die Störklappen elektronisch angesteuert und hydraulisch betätigt. Konventionelle Querruder befinden sich nur noch im inneren Teil der Tragfläche. Die Trimmung wird um alle drei Achsen elektrisch betätigt, die Höhenflosse kann auch von Hand über ein Trimmrad verstellt werden. Vorflügel und Landeklappen werden über einen gemeinsamen Hebel im Cockpit elektrisch angesteuert. Alle A310-Versionen verfügen über einen leistungsfähigen Autopiloten, der auch zur vollautomatischen Landung nach CAT IIIb zugelassen ist. Dieser wurde im Laufe der Versionen immer weiter verbessert. Außerdem verfügt die A310 über ein sehr funktionelles Flight Management System.

### Triebwerke
Als Triebwerkstyp standen ursprünglich das General Electric CF6 und das Pratt & Whitney JT9D zur Auswahl, später noch das Nachfolgemodell Pratt & Whitney PW4000. Eine Version mit Rolls-Royce-Triebwerken war geplant, wurde jedoch nicht verwirklicht.

## Varianten
| Version  | Jahr | Triebwerk                   |
| -------- | ---- | --------------------------- |
| A310-203 | 1985 | General Electric CF6-80A3   |
| A310-204 | 1987 | General Electric CF6-80C2A2 |
| A310-221 | 1985 | Pratt & Whitney JT9D-7R4D1  |
| A310-222 | 1985 | Pratt & Whitney JT9D-7R4E1  |
| A310-304 | 1988 | General Electric CF6-80C2A2 |
| A310-308 | 1991 | General Electric CF6-80C2A8 |
| A310-322 | 1987 | Pratt & Whitney JT9D-7R4E1  |
| A310-324 | 1987 | Pratt & Whitney PW4152      |
| A310-325 | 1996 | Pratt & Whitney PW4156A     |

### A310-100
Eine geplante Kurzstreckenversion der A310, die jedoch mangels Nachfrage nicht verwirklicht wurde.

### A310-200

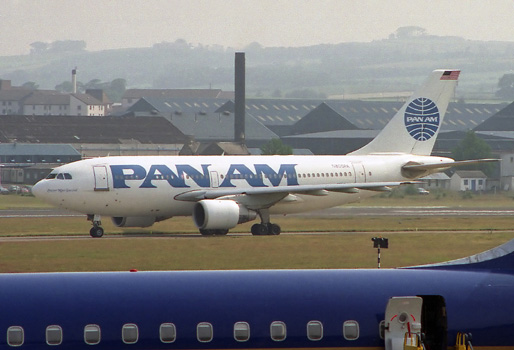
A310-200 der Pan Am

Diese erste gebaute Version hatte in den früheren Produktionslosen keine Winglets und ein maximales Abfluggewicht von 142.000 kg. Sie konnte mit General-Electric-CF6- oder Pratt & Whitney-JT9D-Triebwerken bestellt werden. Durch die mögliche Reichweite war die A310-200 für Mittel- und kürzere Langstrecken geeignet. Die maximale Sitzplatzkapazität liegt bei 280 Passagieren. Spätere Baulose erhielten die Wingtip Fences der folgenden A310-300, bei älteren Flugzeugen wurden diese oft nachgerüstet. 85 Flugzeuge dieser Version wurden gebaut. Die ersten drei Prototypen aus dem Jahr 1982 verblieben zunächst bei Airbus und wurden 1984 an Swissair und Lufthansa sowie 1986 an Air France übergeben, die letzte Maschine wurde 1988 an Hapag-Lloyd ausgeliefert.
Die letzte Passagiermaschine dieses Typs A310-200 wurde von der thailändischen P.C. Air betrieben und ging mit deren Auflösung im November 2012 außer Betrieb. Die letzten zu Frachtflugzeugen umgebauten Maschinen wurden durch FedEx 2016 außer Betrieb genommen, darunter die erste je gebaute Maschine, die 2015 ausgeflottet wurde und als einziger A310-Prototyp erhalten geblieben ist.

#### A310-200C
Hierbei handelt es sich um eine A310-200 mit seitlichem Ladetor im Oberdeck. Bei dieser Version können die Sitze entfernt und der Innenraum zum Befördern von Fracht umgebaut werden. Diese Variante wurde 1984 von der niederländischen Martinair in die Flotte aufgenommen.

#### A310-200F

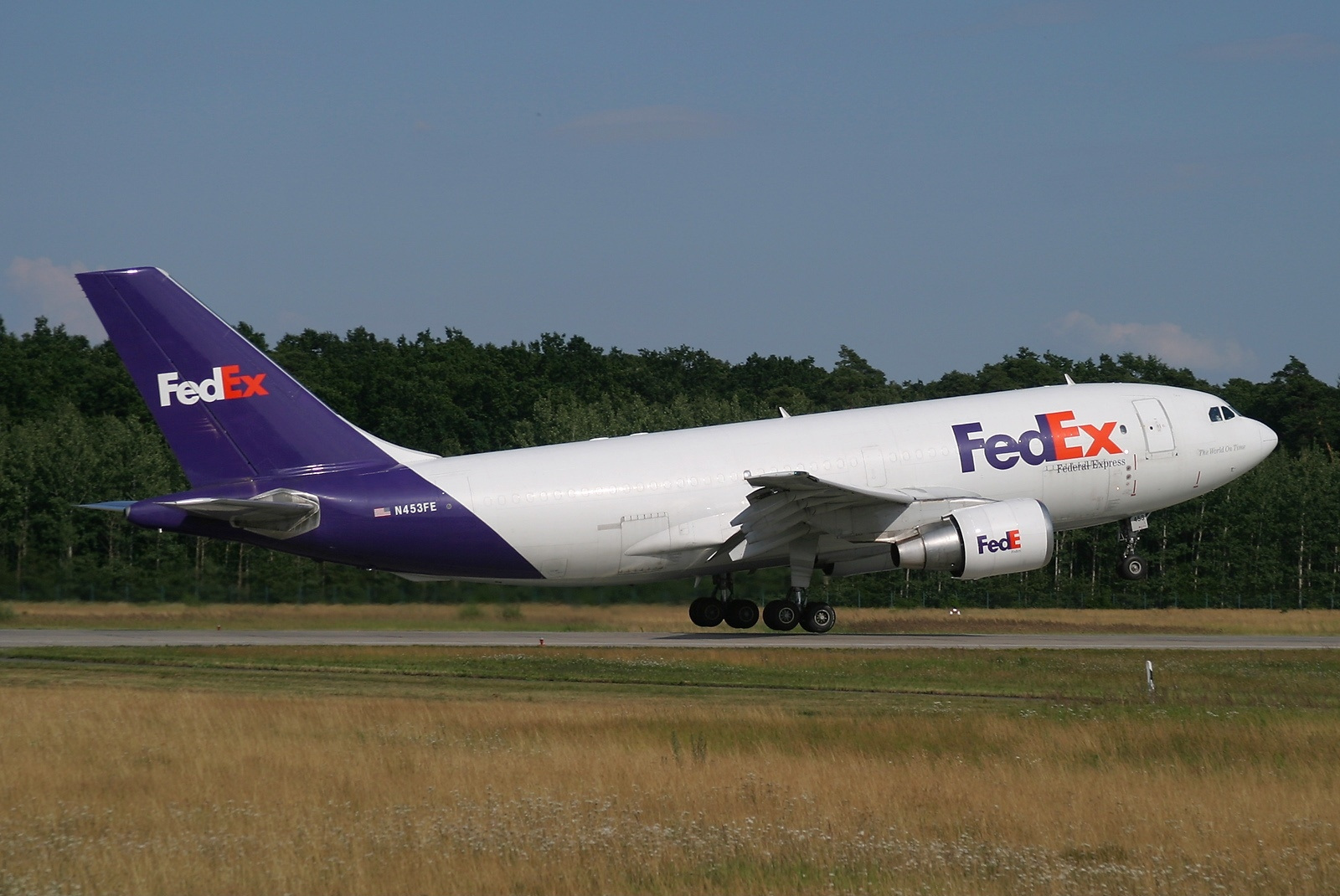
A310-200F von FedEx

Eine reine Frachtversion. Sie wurde von Airbus ab Werk angeboten, jedoch konnte kein Frachter neu verkauft werden. Es existieren nur nachträgliche Umbauten. Im Oberdeck wurde ein seitliches Ladetor eingefügt und der gesamte Innenraum mit einem System zur Containerverladung ausgerüstet. Als erstes wurde diese Version Anfang der 1990er-Jahre von FedEx in Dienst gestellt. Basis waren von der Lufthansa gebraucht gekaufte Passagierversionen.

### A310-300

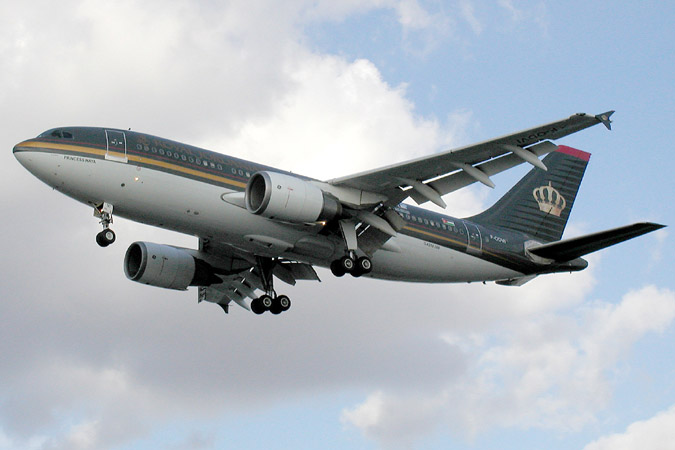
A310-300 der Royal Jordanian, 2013

Dies ist eine weiterentwickelte Version der A310-200. Die A310-300 übertrifft in der Reichweite alle Versionen der A300 und A310. Die Abflugmasse wurde in der letzten Ausbaustufe auf bis zu 164.000 kg erhöht und durch den Einbau eines Trimmtanks in der Höhenflosse die Reichweite vergrößert. Mit diesem Tank wurde auch ein neues System zur automatischen Schwerpunktverlagerung während des Fluges eingeführt, was zu einer Kraftstoffersparnis auf längeren Strecken führt. Dieses System wurde in die A300-600R übernommen und wurde bis zur Einführung der A350 bei allen Airbus-Langstreckenflugzeugen eingesetzt. Es waren auch zusätzliche Tanks im Frachtraum bestellbar, mit denen die Reichweite nochmals erhöht werden konnte. Mit dieser Variante wurden auch Wingtip Fences an den Tragflächenspitzen eingeführt, die später auch bei anderen Airbus-Baureihen verwendet wurden. Bestellbare Triebwerke waren die General Electric CF6 und Pratt & Whitney PW4000 in verschiedenen Ausbaustufen. In späteren Jahren wurde von Airbus nur noch die A310-300 angeboten. Der Erstflug war am 8. Juli 1985, 1986 übernahm Erstkunde Swissair die ersten Maschinen.

#### Zivile Versionen
A310-300C

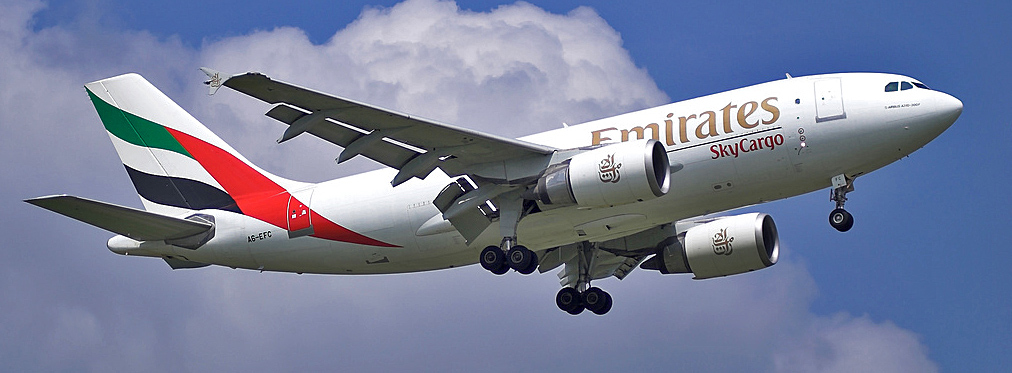
Airbus A310-300F der Emirates Sky Cargo

Die umrüstbare Fracht-/Passagierversion, wie auch schon mit der -200er Version angeboten.
A310-300F
Hierbei handelt es sich um eine reine Frachtversion. Im Oberdeck wurde ein seitliches Ladetor eingefügt und der gesamte Innenraum mit einem System zur Containerverladung ausgerüstet. Diese Version wurde nicht von Airbus ab Werk angeboten, sondern ist nur als Umbau verfügbar.

#### Militärische Versionen

##### A310-300 als Regierungsflugzeug

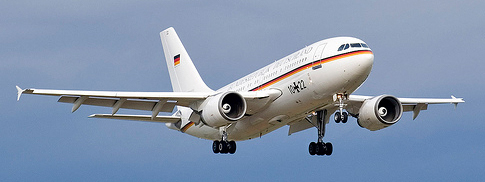
A310-304 VIP der Luftwaffe

Für Reisen der deutschen Bundesregierung betrieb die Flugbereitschaft des Bundesministeriums der Verteidigung zwei A310-304 mit VIP-Ausstattung, die aus dem Bestand der ehemaligen DDR-Fluggesellschaft Interflug stammten. Sie waren im Juni beziehungsweise Oktober 1989 ausgeliefert und im Mai 1991 von der Luftwaffe übernommen worden. Die erste Maschine wurde im Juni 2011 für 3,1 Mio. Euro verkauft und ausgemustert, die zweite sollte im Verlauf des Sommers 2011 folgen. Die Theodor Heuss mit dem militärischen Kennzeichen 10+22 wurde nach dem Verkauf am 27. Juni auf den Kiewer Flughafen Borispol überführt und am 18. November 2011 nach Teheran geflogen, da sie von der iranischen Mahan Air erworben wurde. Die zweite Maschine (Konrad Adenauer, ex DDR-ABA, D-AOAA, 10+21) wurde erst im Juni 2014 außer Dienst gestellt da sich zeigte, dass der Nachfolger A340 z. B. nicht für den Flug in die Mongolei geeignet ist, da in der dortigen Hauptstadt Ulan Bator die Landebahn zu kurz für ihn ist und die Kanzlerin auf die A310 zurückgreifen musste. In der Folge wurde die Konrad Adenauer für Parabelflüge modifiziert und wird seit Mai 2015 als A310 ZERO-G hierfür genutzt. Sie ersetzt die A300 ZERO-G, die Ende Oktober 2014 stillgelegt wurde. Weiterhin unterhalten Frankreich, Kanada und Spanien speziell für Regierungsmitglieder umgebaute A310-300. Gegenüber normalen A310-300 besitzen diese Flugzeuge (durch Zusatztanks im Frachtraum) eine erhöhte Reichweite. Teilweise wurden militärische Navigations- und Kommunikationsgeräte nachgerüstet.

##### A310-300 MRT

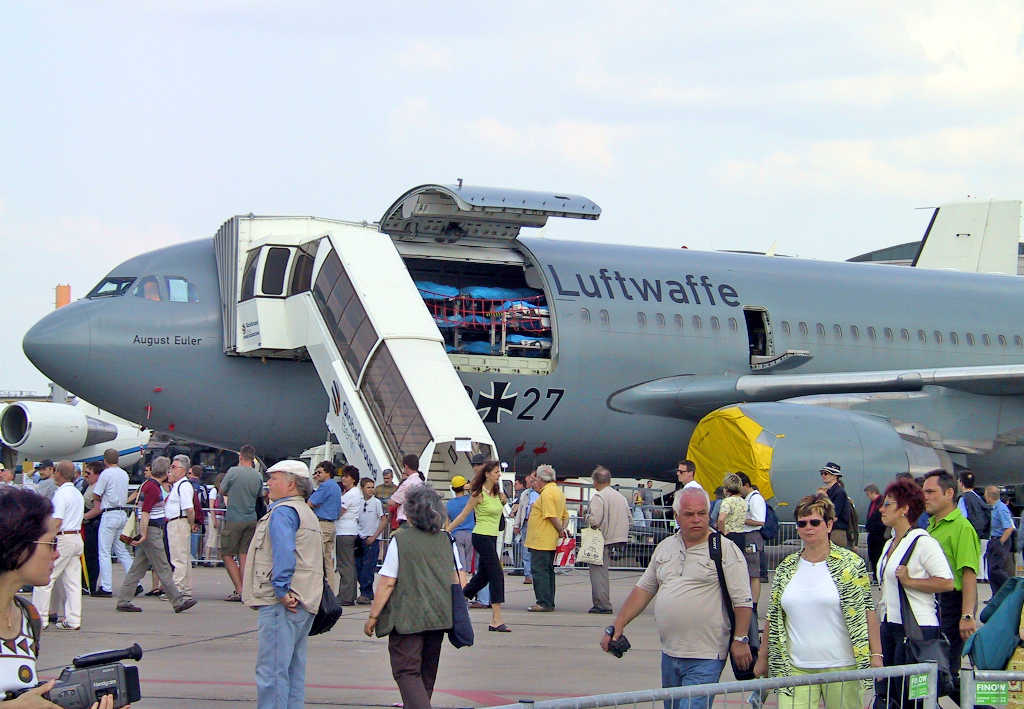
A310-304 MRT MedEvac der Luftwaffe

Um verschiedene Aufgaben mit nur einem Flugzeugtyp zu lösen, wurde die A310-300 MRT (Multi Role Transport) entwickelt, deren erster Nutzer die deutsche Luftwaffe wurde. Die vier MRTs der Luftwaffe entstanden in den späten 1990er-Jahren aus gebraucht gekauften A310-300 der Lufthansa. Diese wurden bei den EADS Elbe Flugzeugwerken in Dresden und bei der Lufthansa Technik in Hamburg umgebaut.
Erstflug eines MRT war am 25. März 1999 in Gestalt der 10+24 Otto Lilienthal. Augenfälligstes Merkmal ist das große Frachttor an der linken Vorderseite des Rumpfes. Nach einer Umbauzeit von drei bis sieben Tagen kann diese Version entweder als Passagierflugzeug für bis zu 214 Passagiere, als Transportflugzeug für Standardpaletten und bis zu 57 Passagiere oder als Transportflugzeug für Verwundete, Unfallverletzte und Kranke verwendet werden. Die Reichweite mit Zusatztanks beträgt 10.000 km. Seit Ende 2010 sind alle MRT-Maschinen der Luftwaffe auf dem Stand MRTT (Multi Role Transport Tanker), können bei Bedarf jedoch innerhalb von fünf Tagen zum MRT-Standard zurückgerüstet werden.

##### A310-300 MRTT

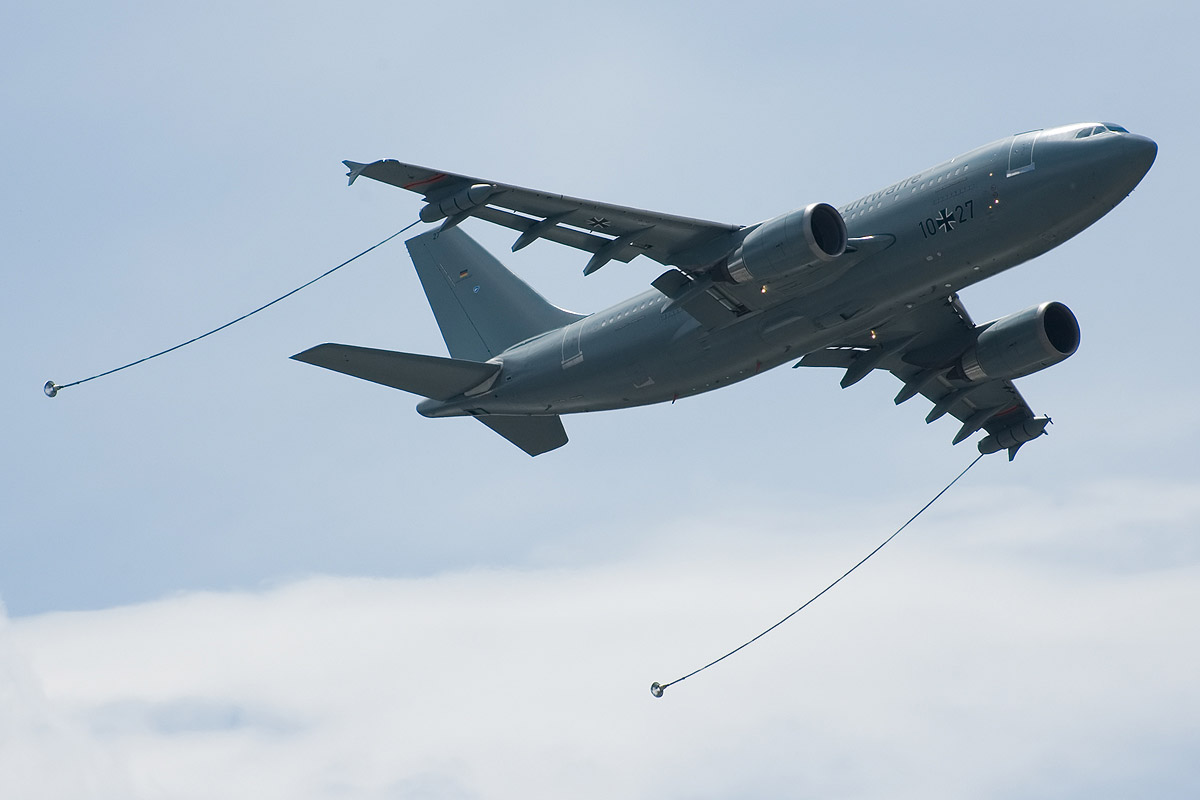
A310-304 MRTT der Luftwaffe mit den beiden geschleppten Betankungssonden

Der Airbus A310-304 MRTT (Multi-Role-Transport-Tanker) ist eine Weiterentwicklung der A310-304 MRT, der zusätzlich als Tankflugzeug eingesetzt werden kann. Dafür erhalten die Maschinen weitreichende Änderungen am Kraftstoffsystem, spezielle Einbauten und Bedienerkonsolen sowie zwei Luftbetankungsbehälter des Typs MK 32B-907E des Unternehmens Cobham plc (ehemals Flight Refuelling) an den Tragflächen. Aus diesen kann ein bis zu 23 m langer Schlauch zum Empfängerflugzeug ausgerollt werden.
Die A310-304 MRTT ist mit bis zu fünf zusätzlichen Treibstofftanks mit maximal 36.000 Litern Kerosin Fassungsvermögen ausgestattet. Diese Zusatztanks werden im unteren Frachtraum installiert und haben eine Kapazität von jeweils 7.200 Litern oder ca. 5,7 t.

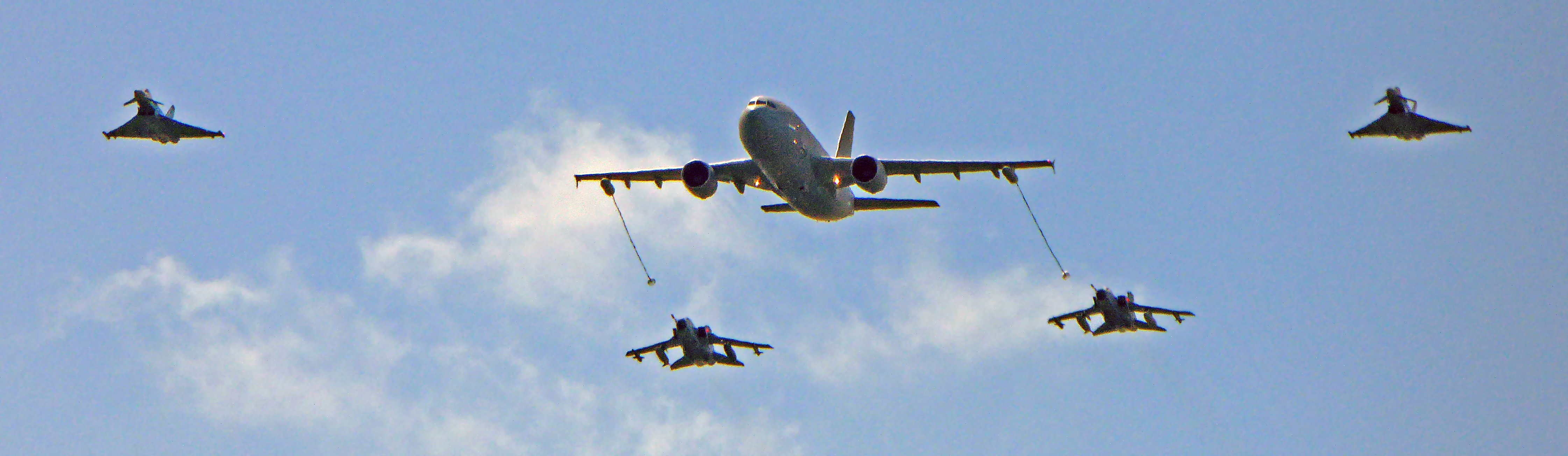
Airbus A 310 MRTT betankt zwei Tornados, begleitet von zwei Eurofightern

Die A310 MRTT der deutschen und kanadischen Luftwaffe sind mit vier Zusatztanks ausgerüstet. Diese Maschinen verfügen nur über ein maximales Abfluggewicht von 157 t und nicht über die für fünf Zusatztanks erforderlichen 164 t der letzten Ausbaustufe der A310-300. Als Tanker verfügt der MRTT der Luftwaffe deshalb über eine maximale Treibstoffkapazität von 89.890 l oder ca. 72 t, die sich aus der Standard-Treibstoffmenge von 61.090 l und den mit 28.800 l befüllten Zusatztanks zusammensetzen (die angegebenen Massen beziehen sich auf eine Kerosin-Dichte von 0,8 kg/l).
Der MRTT ist somit in der Lage, 65 Tonnen Kraftstoff in einer Entfernung von bis zu 1000 km vom Start- und Landeplatz an Empfängerflugzeuge abzugeben. Bei einem erweiterten Aktionsradius über eine Strecke von 4600 km können immer noch 30 Tonnen Kraftstoff abgegeben werden.
Wichtigste Änderungen gegenüber dem Basisflugzeug sind:
- der Einbau zusätzlicher Kraftstoffpumpen in die Haupttanks (drei hydraulisch angetriebene Pumpen im Mitteltank und jeweils zwei elektrische Pumpen im linken und rechten inneren Flächentank)
- der Einbau des Rohrleitungssystems in die Tragflächen von den Pumpen im Mitteltank zu den Luftbetankungsbehältern (AAR-Gallery), sowie die Installation der Bedienerkonsole hinter dem Cockpit (Fuel Operator Station).
- Hinzu kommt der Einbau zusätzlicher Computer zur Steuerung und Überwachung des Betankungsvorganges und der im Flugzeug vorhandenen Kraftstoffmengen sowie für die Betankung notwendige Instrumente und Anzeigen im Cockpit.
- Im Gegensatz zu den druckbelüfteten Zusatztanks in den zivilen Airbus-Flugzeugen sind in den Zusatztanks des MRTT je zwei elektrische Kraftstoffpumpen installiert, um den hohen Kraftstoffdurchsatz während einer Luft-zu-Luft-Betankung zu gewährleisten. Der maximal mögliche Kraftstoffdurchsatz bei der Betankung beträgt auf jeder Seite 1600 Liter pro Minute (abhängig vom Empfängerflugzeug).
- Die MRTT können bei Bedarf durch Ausbau von drei Zusatztanks, Demontage der Luftbetankungsbehälter und Deaktivierung der Betankungscomputer innerhalb von 5 Tagen zum MRT- oder MedEvac-Standard zurückgerüstet werden.

Das erste Exemplar (10+27 August Euler) wurde 2003 im EADS-Werk Elbe Flugzeugwerke in Dresden vorgestellt.
Es waren 4 A310-304 MRT/T (10+24, 10+25, 10+26, 10+27) bei der deutschen Luftwaffe, die von der Flugbereitschaft BMVg betrieben wurden, sowie je zwei A310-304 MRT und zwei A310-304 MRTT bei der Royal Canadian Air Force als CC-150 Polaris im Einsatz; zwei Maschinen für die chilenischen Streitkräfte sind wieder abbestellt worden.
Innerhalb der Airbus-Familie wird auch die größere A330 MRTT angeboten.

##### A310-300 MRT/MRTT MedEvac

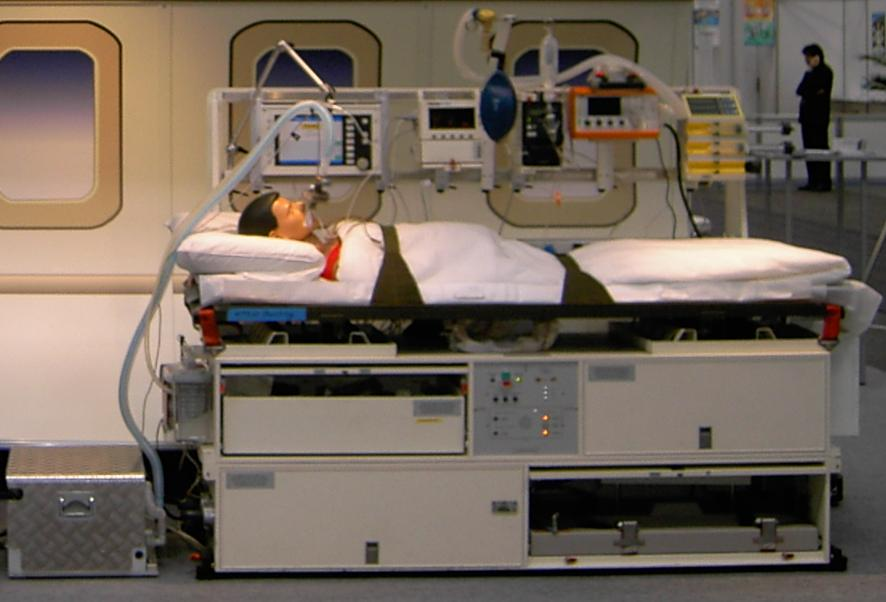
Patiententransporteinheit (PTE) für Intensivtransporte

Die Lazarettflugzeugvariante MedEvac (abgekürzt für Medical Evacuation, Medizinische Evakuierung) der deutschen Luftwaffe verfügt über einen besonderen Einbausatz. Auffälligstes äußerliches Merkmal der speziell für den Verletztentransport konzipierten Variante ist ein an der linken Rumpfseite befindliches Ladetor, das den Zugang erheblich erleichtert. Ferner gibt es einige Durchbrüche zu den unteren Frachträumen, die für die Sauerstoffversorgung der Patienten erforderlich sind. Diese A310-Variante, von der insgesamt vier Stück gebaut wurden, war weltweit das erste (und lange das einzige) Luftfahrzeug, das vom Design und der Ausstattung her dem Anspruch an eine vollumfängliche Intensivbehandlung mehrerer Patienten während des Fluges gerecht wurde, und ist damit die „Stammmutter“ aller „fliegenden Intensivstationen“. Seit ihrer Indienststellung hält die deutsche Luftwaffe auf dem Stützpunkt Köln-Wahn ständig eine vollständig ausgerüstete MedEvac-Maschine in Bereitschaft, die mit einem Vorlauf von 24 Stunden in Kriegs- und Krisengebiete in aller Welt startet, um Verletzte zu evakuieren; auch NATO-Partnerstaaten greifen darauf zurück. Die einzelne Maschine besitzt bis zu sechs Patiententransporteinheiten (PTE) für intensivbehandlungsbedürftige Patienten; diese Patiententransporteinheiten sind speziell für den Lufttransport konzipierte Intensivbetten in Krankenhäusern. Zusätzlich können 38 Liegendkranke mit geringerem Behandlungs- bzw. Überwachungsbedarf transportiert werden. Verzichtet man ganz auf PTE, können maximal 56 liegende Personen transportiert werden.
Inzwischen wurden neuere Flugzeugmuster wie die A330 MRTT oder die A400M mit vergleichbaren Einbausätzen für den intensivmedizinischen Lufttransport ausgestattet, so dass die Ausmusterung der letzten A310 MedEvac 20+25 Hermann Köhl für 2022 vorgesehen war. Aufgrund des Ukraine-Krieges unterblieb dies allerdings bis auf Weiteres, und die Maschine ist bis heute (2024) im Einsatz.

##### Verwendungsstatistik
| Land        | Anzahl | Version                                | Kommentar |
| ----------- | ------ | -------------------------------------- | --- |
| Belgien     | 2      | A310-222 Pax                           | 2009/10 außer Betrieb genommen, verschrottet                                                                                     |
| Deutschland | 7      | A310-304 VIP/MRTT/Pax                  | 2 × VIP 2011/2014 außer Betrieb genommen. Seit Sep. 2020 nicht mehr als Tanker eingesetzt. 2 × MRTT 2021 außer Betrieb genommen. |
| Frankreich  | 3      | A310-304 VIP/Pax                       | |
| Kanada      | 5      | A310-304 VIP/MRT/MRTT (CC-150 Polaris) | |
| Pakistan    | 1      | A310-304 VIP                           | 2013 außer Betrieb genommen |
| Spanien     | 2      | A310-304 VIP                           | |
| Thailand    | 1      | A310-304 VIP                           | 2016 außer Betrieb genommen |
| Katar       | 2      | A310-304 VIP / A310-308 VIP            | 2007 / 2017 außer Betrieb genommen                                                                                               |

### A310 P2F

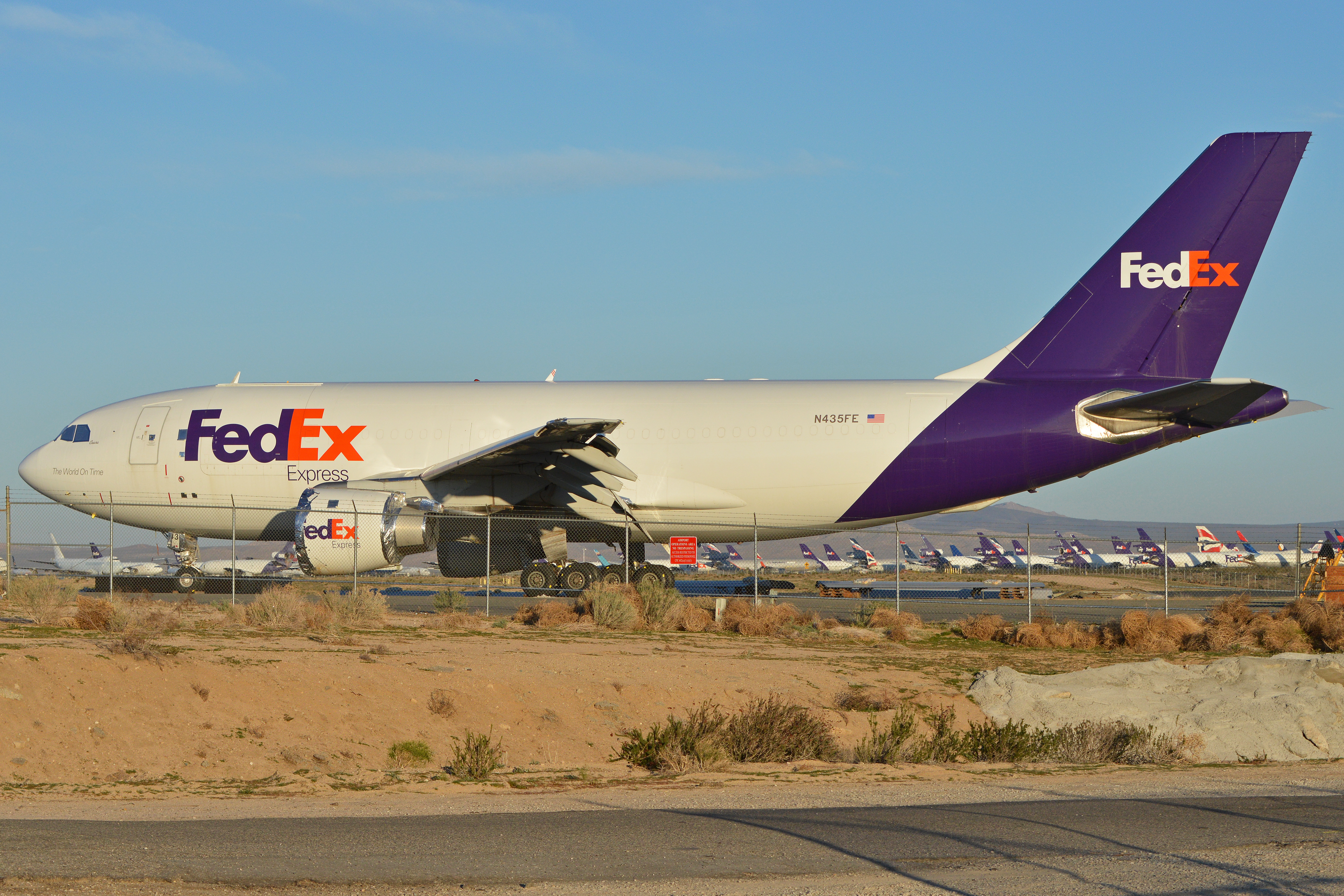
Zu einem Frachtflugzeug umgebaute A310 von Fedex

Nach ihrem Einsatz als Passagierflugzeuge wurden Maschinen der Versionen A310-200 und A310-300 zu Frachtflugzeugen umgebaut (Passenger to Freighter Conversion, P2F). Dabei wurden die Sitze, Küchen und Passagiertoiletten entfernt, nicht mehr benötigte Türen und Fenster verschlossen, Rumpf und Boden verstärkt, eine Sicherheitstrennwand zum Cockpit sowie ein Frachttor auf der linken Vorderseite eingebaut. Die Umbauten wurden von den Elbe Flugzeugwerken in Dresden durchgeführt. Bekannte Nutzer sind DHL Aviation und Fedex.

## Zwischenfälle
Vom Erstflug 1982 bis November 2018 kam es mit Airbus A310 zu elf Totalschäden. Bei acht davon kamen 831 Menschen ums Leben. Auszüge:
- Am 31. Juli 1992 mussten die Piloten einer A310-300 der Thai Airways (Luftfahrzeugkennzeichen (HS-TID)) den Landeanflug auf den Flughafen Kathmandu abbrechen, nachdem eine Fehlfunktion der für diesen Flughafen zwingend notwendigen Landeklappen auftrat. Als die Störung behoben werden konnte, waren einige Flugmanöver für einen erneuten Anflug in dem bergigen Gelände erforderlich. Aufgrund unzureichender Kommunikation mit der Flugsicherung und folgenden Navigationsfehlern kollidierte die Maschine mit einem Berg, wobei alle 113 Insassen, 99 Passagiere und 14 Besatzungsmitglieder, ums Leben kamen. Dies war der erste Totalverlust eines Airbus A310 (siehe auch Thai-Airways-Flug 311).[30]
- Am 23. März 1994 stürzte eine A310-300 der Aeroflot (F-OGQS) auf dem Weg von Moskau nach Hongkong in der Nähe von Meschduretschensk ab. Alle 75 Menschen an Bord fanden den Tod (siehe auch Aeroflot-Flug 593).[31]
- Am 31. März 1995 stürzte eine A310-300 der TAROM (YR-LCC) in der Nähe von Balotești auf dem Weg von Bukarest nach Brüssel kurz nach dem Start ab. Alle 60 Insassen starben (siehe auch TAROM-Flug 371).[32]
- Am 11. Dezember 1998 stürzte beim dritten Landeversuch ein Airbus A310-200 der Thai Airways (HS-TIA) am Flughafen Surat Thani, Thailand, während eines Tropensturms ab. Von den 146 Personen an Bord der A310-200 starben 101 (siehe auch Thai-Airways-Flug 261).[33]
- Am 30. Januar 2000 stürzte eine A310-300 der Kenya Airways (5Y-BEN) kurz nach dem Start vom Flughafen Abidjan an der Elfenbeinküste ins Meer. Von den 179 Insassen kamen 169 ums Leben (siehe auch Kenya-Airways-Flug 431).[34]
- Am 12. Juli 2000 musste eine A310-300 der Hapag-Lloyd Flug (D-AHLB) auf dem Weg von Kreta nach Hannover auf dem Flughafen Wien notgelandet werden. Das Fahrwerk ließ sich nach dem Start nicht vollständig einfahren. Der Kapitän entschloss sich trotz des erhöhten Luftwiderstandes zum Weiterflug nach München, wobei aber der Treibstoffverbrauch aufgrund der dadurch verschlechterten Aerodynamik stark anstieg. Nach 2:35 Stunden Flugzeit fielen beide Triebwerke wegen Treibstoffmangels aus. Nur mit viel Glück gelang eine Gleitfluglandung am Flughafen Wien-Schwechat, bei der das Flugzeug irreparabel beschädigt wurde. Von den 142 Insassen wurden 26 verletzt (siehe auch Hapag-Lloyd-Flug 3378).[35]
- Am 9. Juli 2006 kam auf dem Flughafen Irkutsk ein in Moskau gestarteter Airbus A310-300 der russischen S7 Airlines (F-OGYP) bei der Landung mit hoher Geschwindigkeit von der Landebahn ab, prallte gegen eine Betonwand und in ein Gebäude, wo er in Flammen aufging. Dabei wurden 125 der insgesamt 203 Insassen getötet. Auslöser waren eine schon vorher defekte Schubumkehr und ein gänzlich unkoordiniertes Vorgehen der Piloten, wodurch erneuter Vorwärtsschub des anderen Triebwerks, Wiedereinfahren der bremsenden Störklappen an den Tragflächen sowie Deaktivierung des automatischen Bremssystems bewirkt wurden (siehe auch S7-Airlines-Flug 778).[36]
- Am 12. März 2007 kollabierte während des Starts eines Airbus A310-300 der Biman Bangladesh Airlines (S2-ADE) auf dem Flughafen Dubai das Bugfahrwerk. Es gab keine Opfer unter den 250 Menschen an Bord, jedoch wurde die Maschine irreparabel beschädigt und später verschrottet.[37]
- Am 10. Juni 2008 überrollte eine A310-324 der Sudan Airways (ST-ATN) mit 203 Passagieren und 11 Besatzungsmitgliedern an Bord bei der Landung auf dem Flughafen Khartum das Landebahnende um gut 200 Meter. Die Maschine wurde beschädigt und geriet auf der rechten Seite in Brand. Die Piloten hatten vom Tower eine falsche Windinformation erhalten und flogen in Wirklichkeit mit knapp 30 km/h Rückenwind an. Außerdem war schon seit einiger Zeit die Schubumkehr-Vorrichtung eines Triebwerks defekt. Schließlich fand kein schneller, angemessener oder geordneter Löscheinsatz der Flughafenfeuerwehr statt, da zum einen akuter Personalmangel herrschte und zum anderen die Löschfahrzeuge über keinerlei Funkverbindung verfügten. Das Feuer erfasste dann auch den Rumpfbereich, wobei die Maschine vollständig ausbrannte. Die Zahl der Todesopfer lag bei 30 Personen; 184 Menschen konnten dem Brand entkommen (siehe auch Sudan-Airways-Flug 109).[38]
- Am 30. Juni 2009 stürzte eine A310-300 der Yemenia (7O-ADJ) mit 153 Menschen an Bord in den Indischen Ozean. Während des Landeanflugs auf den Flughafen Moroni-Hahaya (Komoren) kam es zu einem Strömungsabriss, wobei die Maschine rund 15 Kilometer vor der Hauptinsel Grande Comore ins Meer stürzte. Es gab eine Überlebende (siehe auch Yemenia-Flug 626).[39]
- Am 31. Oktober 2010 kam eine A310-300F der Turkish Airlines Cargo (TC-JCV) bei der Landung auf dem Flughafen Casablanca nach links von der Landebahn ab. Den Piloten gelang es zwar, die Maschine zurück auf das Rollfeld zu lenken, jedoch hatte ein Triebwerk durch Erde Schaden genommen. Die 22 Jahre und 9 Monate alte Maschine wurde aufgrund des Vorfalls als wirtschaftlicher Totalschaden abgeschrieben.[40]
- Am 24. Dezember 2015 verunglückte ein rund 30-jähriger Airbus A310 (9Q-CVH) der Service Air auf einem Flug von Lubumbashi nach Flughafen Mbuji-Mayi bei der Landung. Beim dritten Landeversuch setzte das Flugzeug erst in der Mitte der Landebahn auf und kam rund 500 Meter nach der Piste in Wohnhäusern zum Stillstand. Acht Personen in den Wohnhäusern kamen dabei ums Leben. Es herrschte heftiger Regenfall zum Zeitpunkt des Unfalls (siehe auch Flugunfall eines Airbus A310 in Mbuji-Mayi).[41]

## Technische Daten

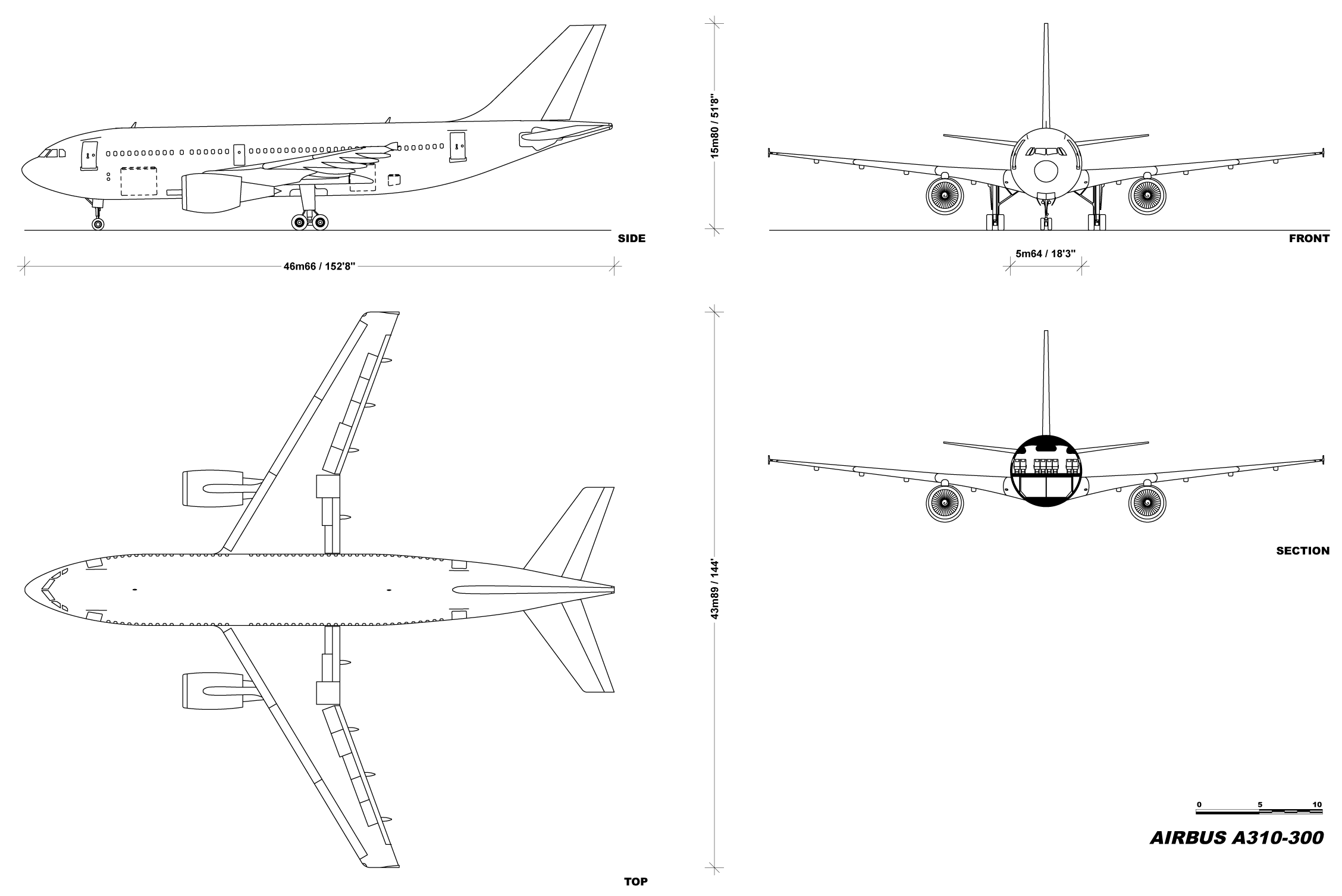
Risszeichnungen des A310-300

| Kenngröße                 | A310-200                        | A310-200F                       | A310-300                   | A310-300F                  |
| ------------------------- | ------------------------------- | ------------------------------- | -------------------------- | -------------------------- |
| Besatzung                 | 2                               | 2                               | 2                          | 2                          |
| Länge                     | 46,66 m                         | 46,66 m                         | 46,66 m                    | 46,66 m                    |
| Spannweite                | 43,90 m                         | 43,90 m                         | 43,90 m                    | 43,90 m                    |
| Höhe                      | 15,8 m                          | 15,8 m                          | 15,8 m                     | 15,8 m                     |
| Tragflächenpfeilung       | 28°                             | 28°                             | 28°                        | 28°                        |
| Rumpfdurchmesser          | 5,64 m                          | 5,64 m                          | 5,64 m                     | 5,64 m                     |
| Kapazität                 | 218 bis 240 Sitzplätze          | 33 t Fracht                     | 240 Sitzplätze             | 33 t Fracht                |
| Tankkapazität             | 55.200 l                        | 55.200 l                        | 75.470 l                   | 75.470 l                   |
| Leermasse                 | 80.142 kg                       | 72.400 kg                       | 83.100 kg                  | 73.900 kg                  |
| max. Startmasse           | 144.000 kg                      | 144.000 kg                      | 164.000 kg 1               | 164.000 kg 1               |
| Reisegeschwindigkeit (M)  | 0,80 (850 km/h)                 | 0,80 (850 km/h)                 | 0,80 (850 km/h)            | 0,80 (850 km/h)            |
| Höchstgeschwindigkeit (M) | 0,84 (901 km/h)                 | 0,84 (901 km/h)                 | 0,84 (901 km/h)            | 0,84 (901 km/h)            |
| Dienstgipfelhöhe          | 12.500 m (41.000 ft)            | 12.500 m (41.000 ft)            | 12.500 m (41.000 ft)       | 12.500 m (41.000 ft)       |
| Reichweite                | 3.600 NM (6.800 km)             | 3.000 NM (5.560 km)             | 5.200 NM (9.630 km)        | 3.960 NM (7.330 km)        |
| Triebwerke                | 2× P&W JT9D-7R4 oder CF6-80C2A2 | 2× P&W JT9D-7R4 oder CF6-80C2A2 | 2× PW4156A oder CF6-80C2A8 | 2× PW4156A oder CF6-80C2A8 |
| Schub (×2) (lb)           | 50.000–53.200                   | 50.000–53.200                   | 56.000–59.000              | 56.000–59.000              |

### Weitere technische Details (A310-200)
| Kenngröße                                                                                | Tragflächen              | Höhenleitwerk | Seitenleitwerk |
| ---------------------------------------------------------------------------------------- | ------------------------ | ------------- | -------------- |
| Spannweite b; bh; bv 2                                                                   | 43,90 m                  | 16,26 m       | 8,3 m          |
| Flügelfläche S; Sh; Sv                                                                   | 219 m²                   | 64 m²         | 42,2 m²        |
| Flügeltiefe la; lh; lv 3                                                                 | 5,83 m                   | 3,94 m        | 5,79 m         |
| Flügelstreckung                                                                          | 8,8                      | 4,131         | 1,523          |
| Zuspitzung                                                                               | 0,260                    | 0,439         | —              |
| Pfeilung 25 %                                                                            | 28°                      | 33°           | 40°            |
| V-Stellung                                                                               | 4,7°                     | 6°            | —              |
| Profildicke (in %) am Wurzel / am Knick / an der Spitze; Durchschnittliche Profildicke 4 | 15,2 % / 11,8 % / 10,8 % | 10 %          | 11 %           |
| Flächenbelastung                                                                         | 685 kg/m² (672 daN/m²)   | —             | —              |

## Verkaufszahlen und Nutzung
| A310-200/-300  | A310-200/-300 |
| -------------- | ------------- |
| Bestellungen   | 255           |
| Auslieferungen | 255           |
| In Betrieb     | 047           |

| Airbus A310-200/-300 | Airbus A310-200/-300 |
| -------------------- | -------------------- |
| Singapore Airlines   | 23                   |
| Lufthansa            | 20                   |
| Pan Am               | 18                   |
| Turkish Airlines     | 14                   |

| Airbus A310-200/-300, Passagier- und Frachtversionen | Airbus A310-200/-300, Passagier- und Frachtversionen |
| ---------------------------------------------------- | ---------------------------------------------------- |
| ULS Airlines Cargo                                   | 03                                                   |
| Iran Air                                             | 10                                                   |
| Iran Airtour                                         | 40                                                   |

- Stand aller Daten: 20. April 2025[44]
- Fünf von Iraqi Airways getätigte Bestellungen für die A310 wurden erst im Juli 2008 und somit lange nach der Einstellung der Produktion offiziell von Airbus storniert.

### Regierungsflugzeug

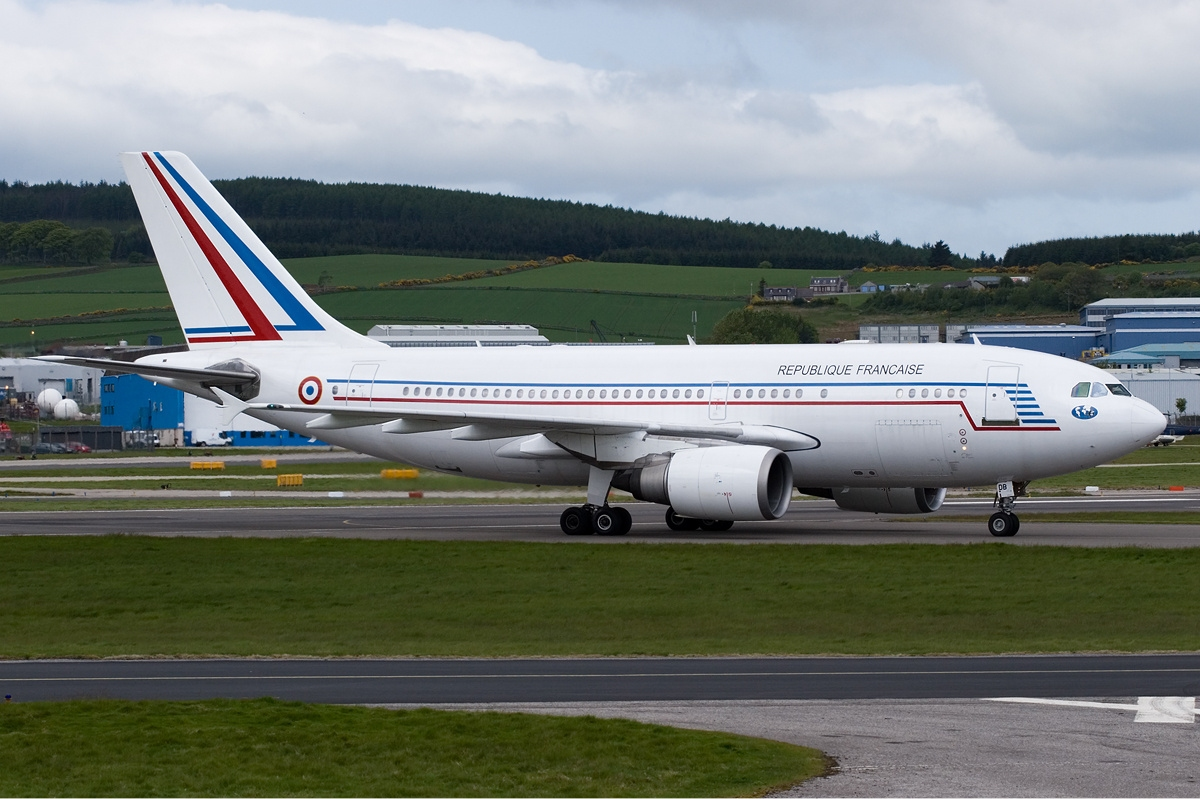
Airbus A310-300

Die französische Regierung besitzt (Stand 2021) zwei Airbus A310-300. Diese wurden bzw. werden vom französischen Staatspräsidenten verwendet, aber die Ablösung durch den Airbus A330 wird vollzogen.